# Elecciones al Parlamento Europeo de 1994 (Países Bajos)
En las elecciones al Parlamento Europeo de 1994 en los Países Bajos, celebradas en el 9 de junio de 1994, se escogió a los representantes de dicho país para la cuarta legislatura del Parlamento Europeo. El número de escaños asignado a Países Bajos pasó de 25 a 31.

## Resultados
| Datos de participación | Datos de participación | Datos de participación |
| ---------------------- | ---------------------- | ---------------------- |
| Censo electoral        | 11.618.677             | 100%                   |
| Votantes               | 4.146.730              | 35,7                   |
| Abstención             | 7.471.947              | 64,3                   |
| A candidatura          | 4.133.557              | 99,7                   |

| ← Elecciones al Parlamento Europeo de 1994 →                                                                           |           |       |         |     |
| Partido | Votos     | %     | Escaños | +/- |
| Llamada Demócrata Cristiana (CDA)                                                                                      | 1.271.855 | 30,77 | 10      | 0   |
| Partido del Trabajo (PvdA)                                                                                             | 945.869   | 22,88 | 8       | 0   |
| Partido Popular por la Libertad y la Democracia (VVD)                                                                  | 740.443   | 17,91 | 6       | +3  |
| Demócratas 66 (D66) | 481.843   | 11,66 | 4       | +3  |
| Coalición: - Partido Político Reformado (SGP) - Federación Política Reformada (RPF) - Alianza Política Reformada (GPV) | 322.793   | 7,81  | 2       | +1  |
| GroenLinks (GL) | 154.547   | 3,74  | 1       | -1  |
| De Groenen | 97.206    | 2,35  | 0       | /   |
| Partido Socialista (SP)                                                                                                | 55.311    | 1,34  | 0       | 0   |
| Demócratas de Centro (CD)                                                                                              | 43.299    | 1,05  | 0       | 0   |
| Een Betere Toekomst...                                                                                                 | 11.547    | 0,28  | 0       | /   |
| Lijst de Groen | 8.844     | 0,21  | 0       | /   |
| Total |           |       | 31      | +6  |